# Lineodes solanalis
Lineodes solanalis is een vlinder van de familie van de grasmotten (Crambidae). De wetenschappelijke naam van deze soort is voor het eerst voorgesteld als Stenoptycha solanalis door William Barnes en James Halliday McDunnough in een publicatie uit 1913.
De soort komt voor in het zuiden van Florida.